# تحية كورية

تعد التحية في كوريا أحد أهم الأشياء التي تظهر احترام الشخص الآخر والسرور بلقائه، ففى التحية الكورية، يعد عمر الشخص ومكانته الاجتماعية أهم شيْ، فعندما تقابل شخصاً أكبر منك سناً، تقوم بالانحناء بظهرك ورأسك معاٌ وتقول أيضاُ «مرحباٌ»، ولكن لا تنحنى بظهرك كثيراُ. فقط 30 درجة سيكون كافياُ.
و أيضاُ إذا كنت ترتدى قبعة، فيجب أن تخلعها وتقوم بالتحية، فعندما تقابل شخصاُ يكبرك سناُ وتقوم بمصافحته أو احتضانه، فهذا لا يعد سلوكاً أخلاقياٌ، ولكن عند تحية الأصدقاء تقوم في المعتاد بمصافحة اليد، وأيضاً إذا كنت تعمل في شركة و قابلت شخصاً ما أثناء العمل، تقوم بمصافحته باليد مع انحناء رقبتك قليلاً.
و إذا صافحت شخصاً يكبرك سناً، يجب المصافحة باستخدام اليدين معاً.
فإذا صافحت شخصاً بيدك اليمنى، تلمس بيدك اليسرى بلطف ظهر يده.
و في هذا الوقت أيضاً تقوم بانحناء الرقبة مع انحناء الظهر قليلاً. فالانحناء هو أحد أهم أنواع التحية الكورية التقليدية.